# Станишев, Сергей Дмитриевич
Серге́й Дмитриевич Стани́шев (болг. Сергей Дмитриевич Станишев; род. 5 мая 1966, Херсон) — болгарский государственный и политический деятель. Премьер-министр Болгарии в 2005—2009 годах. Председатель Болгарской социалистической партии (БСП) с 5 декабря 2001 по 27 июля 2014 года, когда на этот пост был избран Михаил Миков. С 2011 по 2022 года возглавлял Партию европейских социалистов.

## Биография
Родился в Херсоне (Украина), мать была гражданкой СССР.
Сын Димитра Якова Станишева, уроженца современной Северной Македонии, бывшего секретаря Центрального комитета Болгарской коммунистической партии, отвечавшего за международные связи БКП, и Дины Сергеевны Мухиной, профессора Факультета славянской филологии Софийского университета. Старший брат — архитектор Георгий Димитров Станишев.
Являлся гражданином СССР, а затем России до 1995 года. Свободно владеет русским языком. Школьное образование получил в Софии, затем в 1989 году окончил исторический факультет МГУ, в 1999—2000 годах стажировался в Лондонской школе экономики и политических наук.
В структурах БСП с 1995 года. С 2001 года депутат парламента. В том же году избран главой БСП и парламентской фракции «Коалиция за Болгарию», сменив избранного президентом Георгия Пырванова.
Выиграв парламентские выборы в 2005 году, Станишев возглавил правительство, в состав которого входят представители БСП, Движения за права и свободы и партии бывшего царя и премьер-министра Симеона II.
Левоцентристская «Коалиция за Болгарию», возглавляемая Станишевым, потерпела сокрушительное поражение на выборах 2009 года, собрав только 17 % голосов. Станишев ушёл в отставку с поста главы правительства, однако, несмотря на последующие скандалы, отказался уйти с поста лидера БСП. В 2011 году стал исполняющим обязанности лидера Партии европейских социалистов (объединения социалистических и социал-демократических партий стран ЕС и Норвегии), в 2012 году возглавил её. В 2013 году БСП удалось вновь прийти к власти, но правительство возглавил другой представитель партии Пламен Орешарски. Однако уже в следующем 2014 году на досрочных выборах социалисты потерпели поражение, и Станишев оставил пост лидера БСП, хотя остался председателем Партии европейских социалистов.

## Личная жизнь
С 1994 по 2009 год Сергей Станишев жил в незарегистрированном браке с болгарской журналисткой Еленой Йончевой (р. 27 мая 1964), с которой познакомился ещё во время учёбы в Москве. Детей у них не было. 19 мая 2013 года Сергей Станишев вступил в официальный брак с Моникой Йосифовой, с которой у него двое общих детей — дочь Дария (р. 2011) и сын Георгий (р. 2013). У Моники Йосифовой есть также дочь Моника и сын Венцислав (Венци) от её предыдущего брака с болгарским банкиром Венциславом Йосифовым. В одном из интервью Моника Йосифова заявила, что не считает себя виновной в том, что Сергей Станишев расстался с Еленой Йончевой.